# Ehrenberg, Arizona
Ehrenberg je naseljeno područje za statističke svrhe u američkoj saveznoj državi Arizona u okrugu La Paz. Ime je dobio po rudarskom inženjeru Hermann Ehrenbergu i imenovan kao Mineral City 20. rujna 1869. kada je podignuta pošta, da bi iste gosine i bio preimenovan u Ehrenberg. Bio je u vrijeme Divljeg zapada glavno središte na rijeci Colorado, a do sredine 1870-tih godina imao je populaciju oko 500. U njega doseljuju mnogi trgovci i obližnjeg La Paza kojem je počela opadati populacija. Grad je uspješan zbog riječnog transporta, no kada je početkom 20. stoljeća željeznica zamijenia riječni prijevoz mnogi stanovnici su se odselili.
Ipak grad se očuvao do danas, ali su mnoge stare gradnje porušene sredinom 1950-tih. Prema popisu stanovništva iz 2010. u njemu je živjelo 1,470 stanovnika.